# Guerlesquin
Guerlesquin är en kommun i departementet Finistère i regionen Bretagne i västra Frankrike. Kommunen ligger i kantonen Plouigneau som tillhör arrondissementet Morlaix. År 2022 hade Guerlesquin 1 259 invånare.

## Befolkningsutveckling
Antalet invånare i kommunen Guerlesquin
Referens:INSEE